# Karula (Valga)
Karula (Duits: Karolen) is een plaats in Estland in de gemeente Valga, provincie Valgamaa. De plaats heeft de status van dorp (Estisch: küla).
Tot in oktober 2017 lag Karula in de gemeente Karula, waarvan het overigens niet de hoofdplaats was. Dat was Lüllemäe. In die maand werd Karula bij de gemeente Valga gevoegd.

## Bevolking
De ontwikkeling van het aantal inwoners blijkt uit het volgende staatje:
| Jaar            | 2000 | 2011 | 2021 |
| --------------- | ---- | ---- | ---- |
| Aantal inwoners | 111  | 53   | 56   |

## Ligging
Ten noorden van Karula ligt het meer Karula Pikkjärv (36,5 ha). Het Nationaal park Karula ligt niet bij Karula, maar ten oosten van Lüllemäe. Het station Karula aan de spoorlijn Valga - Petsjory ligt bij het dorp Väheru, 3,5 km ten noorden van Karula.

## Geschiedenis
Karula werd voor het eerst genoemd in 1392 onder de naam Carwele. Het dorp lag toen op een andere plaats dan nu, namelijk op de plek waar nu Lüllemäe ligt. In de 15e eeuw werd hier een kerk gebouwd, de Karula Maarja kirik, ‘Mariakerk in Karula’. In 1624 was de kerk, dankzij de vele oorlogen die in het Balticum werden uitgevochten, onbruikbaar geworden. In 1651 werd een nieuwe kerk gebouwd. Deze kerk ging in 1944, tijdens de Tweede Wereldoorlog, verloren.
De kerk had een eigen landgoed. Daarnaast werd in 1582 voor het eerst een dorp Carrola genoemd als dorp op het landgoed Sagnitz (Sangaste). In 1627 heette het Karull. In de 17e eeuw ontstond een landgoed Karolen, eerst als ‘semi-landgoed’ (Duits: Beigut, Estisch: poolmõis), een landgoed dat deel uitmaakt van een groter landgoed, in dit geval Sagnitz. In 1741 werd het een afzonderlijk landgoed en werd het centrum in westelijke richting verplaatst naar waar nu het dorp Karula ligt. Op die plaats lag eerder het dorp Vihma, dat op dat moment nog maar twee boerderijen telde. Het landgoed behoorde achtereenvolgens toe aan de families von Delwig, von Brüggen en vanaf 1838 von Grote. In 1919, tijdens de Estische Onafhankelijkheidsoorlog, ging het landhuis van Karula verloren. In hetzelfde jaar werd het landgoed door het onafhankelijk geworden Estland onteigend. De laatste eigenaar was Heinrich von Grote. Het park en een paar bijgebouwen van het landhuis en de familiekerkhoven van de families von Brüggen en von Grote zijn bewaard gebleven.
In de jaren twintig van de 20e eeuw ontstond een nederzetting op het terrein van het vroegere landgoed, die in 1977 de status van dorp kreeg. Voor de nederzetting bij de kerk (die Karula kirikumõis (‘Karula-landgoed van de kerk’) of Karula kirikuasundus (‘Karula-nederzetting bij de kerk’) werd genoemd), werd in 1939 in een beleidsstuk de nieuwe naam Lüllemäe voorgesteld. Die naam werd al officieus gebruikt voordat hij in 1970 officieel werd ingevoerd. In 1977 kreeg Lüllemäe eveneens de status van dorp.